# Eintracht Frankfurt 2012-2013
Questa voce raccoglie le informazioni riguardanti l'Eintracht Frankfurt nelle competizioni ufficiali della stagione 2012-2013.

## Stagione
L'Eintracht Francoforte chiuse la stagione al 6º posto, guadagnandosi l'accesso all'Europa League 2013-2014. L'avventura nella DFB-Pokal 2012-2013 terminò al primo turno, con l'eliminazione per mano dell'Erzgebirge Aue. Il calciatore più utilizzato in stagione fu Stefan Aigner, con 35 presenze (34 in campionato e 1 in coppa). Il miglior marcatore fu Alexander Meier, con 16 reti (tutte nella Bundesliga).

## Maglie e sponsor
Lo sponsor tecnico per la stagione 2012-2013 fu Jako, mentre lo sponsor ufficiale fu Krombacher. La divisa casalinga era completamente rossa, a strisce verticali nere, pantaloncini neri e calzettoni rossoneri. Quella da trasferta era invece totalmente bianca, con inserti neri e rossi.
| Casa | Trasferta |

## Rosa
| N. |                               | Ruolo | Calciatore      |
| -- | ----------------------------- | ----- | --------------- |
| 1  | Macedonia del Nord (bandiera) | P     | Oka Nikolov     |
| 2  | Perù (bandiera)               | D     | Carlos Zambrano |
| 3  | Germania (bandiera)           | D     | Heiko Butscher  |
| 4  | Germania (bandiera)           | D     | Marco Russ      |
| 4  | Norvegia (bandiera)           | D     | Vadim Demidov   |
| 5  | Germania (bandiera)           | D     | Martin Amedick  |
| 6  | Germania (bandiera)           | D     | Bastian Oczipka |
| 7  | Germania (bandiera)           | C     | Benjamin Köhler |
| 8  | Giappone (bandiera)           | C     | Takashi Inui    |
| 9  | Canada (bandiera)             | A     | Olivier Occéan  |
| 10 | Austria (bandiera)            | A     | Erwin Hoffer    |
| 11 | Croazia (bandiera)            | A     | Srđan Lakić     |
| 13 | Germania (bandiera)           | C     | Martin Lanig    |
| 14 | Germania (bandiera)           | C     | Alexander Meier |
| 15 | Costa d'Avorio (bandiera)     | D     | Constant Djakpa |
| 16 | Germania (bandiera)           | C     | Stefan Aigner   |
| 19 | Camerun (bandiera)            | A     | Dorge Kouemaha  |

| N. |                     | Ruolo | Calciatore        |
| -- | ------------------- | ----- | ----------------- |
| 20 | Germania (bandiera) | C     | Sebastian Rode    |
| 21 | Algeria (bandiera)  | C     | Karim Matmour     |
| 22 | Germania (bandiera) | D     | Stefano Celozzi   |
| 23 | Brasile (bandiera)  | D     | Anderson Bamba    |
| 24 | Germania (bandiera) | D     | Sebastian Jung    |
| 27 | Svizzera (bandiera) | C     | Pirmin Schwegler  |
| 28 | Germania (bandiera) | C     | Sonny Kittel      |
| 29 | Canada (bandiera)   | A     | Rob Friend        |
| 31 | Germania (bandiera) | P     | Kevin Trapp       |
| 32 | Turchia (bandiera)  | P     | Aykut Özer        |
| 33 | Germania (bandiera) | D     | Alexander Hien    |
| 34 | Perù (bandiera)     | A     | Paolo Redondo     |
| 34 | Germania (bandiera) | C     | Erik Wille        |
| 36 | Germania (bandiera) | D     | Marc-Oliver Kempf |
| 37 | Germania (bandiera) | C     | Marc Stendera     |
| 39 | Germania (bandiera) | D     | Julian Dudda      |

## Calciomercato

### Sessione estiva(dal 01/07 al 31/08)
| Acquisti         | Acquisti           | Acquisti            | Acquisti      |
| R.               | Nome               | da                  | Modalità      |
| ---------------- | ------------------ | ------------------- | ------------- |
| P                | Kevin Trapp        | Kaiserslautern      | definitivo    |
| D                | Anderson Bamba     | Borussia M'gladbach | definitivo    |
| D                | Stefano Celozzi    |                     | svincolato    |
| D                | Bastian Oczipka    | Bayer Leverkusen    | definitivo    |
| D                | Vadim Demidov      | Real Sociedad       | definitivo    |
| D                | Carlos Zambrano    | St. Pauli           | definitivo    |
| C                | Stefan Aigner      |                     | svincolato    |
| C                | Takashi Inui       | Bochum              | definitivo    |
| C                | Martin Lanig       |                     | svincolato    |
| A                | Erwin Hoffer       | Napoli              | prestito      |
| A                | Dorge Kouemaha     | Club Bruges         | prestito      |
| A                | Olivier Occéan     | Greuther Fürth      | definitivo    |
| Altre operazioni |                    |                     |               |
| R.               | Nome               | da                  | Modalità      |
| D                | Geōrgios Tzavellas | Monaco              | fine prestito |

| Cessioni | Cessioni            | Cessioni            | Cessioni      |
| R.       | Nome                | a                   | Modalità      |
| -------- | ------------------- | ------------------- | ------------- |
| P        | Thomas Kessler      | Colonia             | fine prestito |
| D        | Anderson Bamba      | Borussia M'gladbach | fine prestito |
| D        | Habib Bellaïd       |                     | svincolato    |
| D        | Gordon Schildenfeld | Dinamo Mosca        | definitivo    |
| D        | Dominik Schmidt     |                     | svincolato    |
| D        | Geōrgios Tzavellas  | Monaco              | definitivo    |
| C        | Caio                |                     | svincolato    |
| C        | Ricardo Clark       |                     | svincolato    |
| C        | Matthias Lehmann    |                     | svincolato    |
| A        | Marcos Álvarez      |                     | svincolato    |
| A        | Erwin Hoffer        | Napoli              | fine prestito |
| A        | Mohamadou Idrissou  | Kaiserslautern      | definitivo    |
| A        | Ümit Korkmaz        |                     | svincolato    |

### Sessione invernale(dal 01/01 al 31/01)
| Acquisti         | Acquisti    | Acquisti       | Acquisti      |
| R.               | Nome        | da             | Modalità      |
| ---------------- | ----------- | -------------- | ------------- |
| D                | Marco Russ  | Wolfsburg      | prestito      |
| A                | Srđan Lakić | Wolfsburg      | prestito      |
| Altre operazioni |             |                |               |
| R.               | Nome        | da             | Modalità      |
| D                | Marco Russ  | Hertha Berlino | fine prestito |

| Cessioni | Cessioni        | Cessioni       | Cessioni      |
| R.       | Nome            | a              | Modalità      |
| -------- | --------------- | -------------- | ------------- |
| D        | Vadim Demidov   | Celta Vigo     | prestito      |
| A        | Paolo Redondo   | Grêmio         | prestito      |
| C        | Benjamin Köhler | Kaiserslautern | definitivo    |
| A        | Rob Friend      | Monaco 1860    | prestito      |
| A        | Erwin Hoffer    | Napoli         | fine prestito |
| A        | Dorge Kouemaha  | Club Bruges    | fine prestito |

## Risultati

### Bundesliga

#### Girone di andata
| Arbitro: | Kinhöfer |

|                      |           |              |
| Aigner 57’ Lanig 82’ | Marcatori | 30’ Kießling |

| Arbitro: | Weiner |

|  |           |                                               |
|  | Marcatori | 39’, 83’ (rig.) Meier 43’ Schwegler 90’ Lanig |

| Arbitro: | Stark |

|                                |           |                        |
| Inui 13’ Occéan 18’ Aigner 53’ | Marcatori | 45’ Westermann 63’ Son |

| Arbitro: | Zwayer |

|            |           |                     |
| Polter 76’ | Marcatori | 25’ Hoffer 60’ Inui |

| Arbitro: | Meyer |

|                               |           |                                 |
| Aigner 49’ Inui 51’ Bamba 73’ | Marcatori | 24’ Piszczek 28’ Reus 54’ Götze |

| Arbitro: | Brych |

|                |           |           |
| Meier 68’, 73’ | Marcatori | 50’ Kruse |

| Arbitro: | Fritz |

|                       |           |  |
| Arango 8’ de Jong 24’ | Marcatori |  |

| Arbitro: | Dingert |

|                               |           |                |
| Matmour 5’ Jung 18’ Meier 82’ | Marcatori | 43’ Abdellaoue |

| Arbitro: | Gagelmann |

|                         |           |           |
| Gentner 6’ Ibišević 85’ | Marcatori | 67’ Meier |

| Arbitro: | Schmidt |

|          |           |             |
| Meier 1’ | Marcatori | 53’ Stieber |

| Arbitro: | Fritz |

|                             |           |  |
| Ribéry 44’ Alaba 77’ (rig.) | Marcatori |  |

| Arbitro: | Meyer |

|                                                    |           |                     |
| Mölders 7’ (aut.) Aigner 32’ Meier 52’, 75’ (rig.) | Marcatori | 45’ Koo 64’ Mölders |

| Arbitro: | Perl |

|               |           |            |
| Huntelaar 11’ | Marcatori | 13’ Aigner |

| Arbitro: | Stark |

|                   |           |                                       |
| Szalai 55’ (aut.) | Marcatori | 18’ Ivanschitz 42’ Parker 52’ Noveski |

| Arbitro: | Weiner |

|                                                     |           |  |
| Reisinger 38’ Fink 42’ Rafael 58’ Bellinghausen 85’ | Marcatori |  |

| Arbitro: | Aytekin |

|                                             |           |              |
| Meier 48’ Schwegler 62’ Aigner 63’ Inui 90’ | Marcatori | 54’ Petersen |

| Arbitro: | Gagelmann |

|  |           |                    |
|  | Marcatori | 12’ Meier 17’ Inui |

#### Girone di ritorno
| Arbitro: | Stark |

|                                        |           |           |
| Boenisch 30’ Kießling 32’ Schürrle 58’ | Marcatori | 78’ Meier |

| Arbitro: | Drees |

|                      |           |             |
| Lanig 35’ Aigner 68’ | Marcatori | 65’ Volland |

| Arbitro: | Zwayer |

|  |           |                |
|  | Marcatori | 22’, 36’ Lakić |

| Francoforte sul Meno 9 febbraio 2013, ore 15:30 CET 21ª giornata | Eintracht Francoforte | 0 – 0 referto | Norimberga | Commerzbank-Arena (45 400 spett.)\| Arbitro: \| Dingert \| |
| Arbitro:                                                         | Dingert               |               |            |                                                            |

| Arbitro: | Brych |

|                  |           |  |
| Reus 8’, 9’, 65’ | Marcatori |  |

| Friburgo in Brisgovia 22 febbraio 2013, ore 20:30 CET 23ª giornata | Friburgo  | 0 – 0 referto | Eintracht Francoforte | Mage Solar Stadion (23 400 spett.)\| Arbitro: \| Gagelmann \| |
| Arbitro:                                                           | Gagelmann |               |                       |                                                               |

| Arbitro: | Aytekin |

|  |           |             |
|  | Marcatori | 22’ de Jong |

| Hannover 10 marzo 2013, ore 15:30 CET 25ª giornata | Hannover 96 | 0 – 0 referto | Eintracht Francoforte | AWD-Arena (44 800 spett.)\| Arbitro: \| Dankert \| |
| Arbitro:                                           | Dankert     |               |                       |                                                    |

| Arbitro: | Sippel |

|            |           |                                     |
| Aigner 17’ | Marcatori | 48’ (rig.) Ibišević 71’ Niedermeier |

| Arbitro: | Drees |

|                       |           |                               |
| Đurđić 2’ Sararer 72’ | Marcatori | 13’ Inui 58’ Aigner 68’ Meier |

| Arbitro: | Meyer |

|  |           |                    |
|  | Marcatori | 52’ Schweinsteiger |

| Arbitro: | Winkmann |

|             |           |  |
| Ji 27’, 55’ | Marcatori |  |

| Arbitro: | Perl |

|          |           |  |
| Russ 41’ | Marcatori |  |

| Magonza 28 aprile 2013, ore 15:30 CEST 31ª giornata | Magonza | 0 – 0 referto | Eintracht Francoforte | Coface Arena (34 000 spett.)\| Arbitro: \| Kircher \| |
| Arbitro:                                            | Kircher |               |                       |                                                       |

| Arbitro: | Sippel |

|                          |           |             |
| Meier 30’, 87’ Lakić 50’ | Marcatori | 78’ Schahin |

| Arbitro: | Gräfe |

|               |           |           |
| De Bruyne 22’ | Marcatori | 51’ Lakić |

| Arbitro: | Zwayer |

|                                       |           |                    |
| Meier 36’ (rig.) Rodríguez 90’ (aut.) | Marcatori | 8’ Polák 19’ Diego |

### Coppa di Germania
| Arbitro: | Siebert |

|                                     |           |  |
| Paulus 21’ (rig.) Sylvestr 60’, 90’ | Marcatori |  |

## Statistiche

### Statistiche di squadra
| Competizione      | Punti | In casa | In casa | In casa | In casa | In casa | In casa | In trasferta | In trasferta | In trasferta | In trasferta | In trasferta | In trasferta | Totale | Totale | Totale | Totale | Totale | Totale | DR |
| Competizione      | Punti | G       | V       | N       | P       | Gf      | Gs      | G            | V            | N            | P            | Gf           | Gs           | G      | V      | N      | P      | Gf     | Gs     | DR |
| ----------------- | ----- | ------- | ------- | ------- | ------- | ------- | ------- | ------------ | ------------ | ------------ | ------------ | ------------ | ------------ | ------ | ------ | ------ | ------ | ------ | ------ | -- |
| Bundesliga        | 51    | 17      | 9       | 4       | 4       | 32      | 23      | 17           | 5            | 5            | 7            | 17           | 23           | 34     | 14     | 9      | 11     | 49     | 46     | +3 |
| Coppa di Germania | -     | 0       | 0       | 0       | 0       | 0       | 0       | 1            | 0            | 0            | 1            | 0            | 3            | 1      | 0      | 0      | 1      | 0      | 3      | -3 |
| Totale            | -     | 17      | 9       | 4       | 4       | 32      | 23      | 18           | 5            | 5            | 8            | 17           | 26           | 35     | 14     | 9      | 12     | 49     | 49     | 0  |

### Andamento in campionato
| Giornata  | 1 | 2 | 3 | 4 | 5 | 6 | 7 | 8 | 9 | 10 | 11 | 12 | 13 | 14 | 15 | 16 | 17 | 18 | 19 | 20 | 21 | 22 | 23 | 24 | 25 | 26 | 27 | 28 | 29 | 30 | 31 | 32 | 33 | 34 |
| --------- | - | - | - | - | - | - | - | - | - | -- | -- | -- | -- | -- | -- | -- | -- | -- | -- | -- | -- | -- | -- | -- | -- | -- | -- | -- | -- | -- | -- | -- | -- | -- |
| Luogo     | C | T | C | T | C | C | T | C | T | C  | T  | C  | T  | C  | T  | C  | T  | T  | C  | T  | C  | T  | T  | C  | T  | C  | T  | C  | T  | C  | T  | C  | T  | C  |
| Risultato | V | V | V | V | N | V | P | V | P | N  | P  | V  | N  | P  | P  | V  | V  | P  | V  | V  | N  | P  | N  | P  | N  | P  | V  | P  | P  | V  | N  | V  | N  | N  |
| Posizione | 3 | 2 | 2 | 2 | 2 | 2 | 2 | 2 | 3 | 3  | 3  | 3  | 4  | 5  | 5  | 4  | 4  | 4  | 4  | 4  | 4  | 4  | 4  | 4  | 5  | 4  | 5  | 6  | 6  | 6  | 5  | 5  | 6  | 6  |

Legenda:

Luogo: C = Casa; T = Trasferta. Risultato: V = Vittoria; N = Pareggio; P = Sconfitta.

### Statistiche dei giocatori
| Giocatore    | Bundesliga | Bundesliga | Bundesliga  | Bundesliga | Coppa di Germania | Coppa di Germania | Coppa di Germania | Coppa di Germania | Totale   | Totale | Totale      | Totale     |
| Giocatore    | Presenze   | Reti       | Ammonizioni | Espulsioni | Presenze          | Reti              | Ammonizioni       | Espulsioni        | Presenze | Reti   | Ammonizioni | Espulsioni |
| ------------ | ---------- | ---------- | ----------- | ---------- | ----------------- | ----------------- | ----------------- | ----------------- | -------- | ------ | ----------- | ---------- |
| O. Nikolov   | 8          | 0          | 0           | 0          | 1                 | 0                 | 0                 | 0                 | 9        | 0      | 0           | 0          |
| A. Özer      | 1          | 0          | 0           | 0          | -                 | -                 | -                 | -                 | 1        | 0      | 0           | 0          |
| K. Trapp     | 26         | 0          | 0           | 0          | 1                 | 0                 | 0                 | 1                 | 27       | 0      | 0           | 1          |
| M. Amedick   | -          | -          | -           | -          | -                 | -                 | -                 | -                 | -        | -      | -           | -          |
| A. Bamba     | 28         | 1          | 3           | 0          | -                 | -                 | -                 | -                 | 28       | 1      | 3           | 0          |
| H. Butscher  | 3          | 0          | 0           | 0          | 1                 | 0                 | 0                 | 0                 | 4        | 0      | 0           | 0          |
| S. Celozzi   | 27         | 0          | 3           | 0          | 1                 | 0                 | 0                 | 0                 | 28       | 0      | 3           | 0          |
| C. Djakpa    | 5          | 0          | 0           | 0          | -                 | -                 | -                 | -                 | 5        | 0      | 0           | 0          |
| J. Dudda     | -          | -          | -           | -          | -                 | -                 | -                 | -                 | -        | -      | -           | -          |
| S. Jung      | 32         | 1          | 5           | 0          | 1                 | 0                 | 0                 | 0                 | 33       | 1      | 5           | 0          |
| M. Kempf     | 2          | 0          | 0           | 0          | -                 | -                 | -                 | -                 | 2        | 0      | 0           | 0          |
| B. Oczipka   | 33         | 0          | 1           | 0          | 1                 | 0                 | 0                 | 0                 | 34       | 0      | 1           | 0          |
| M. Russ      | 10         | 1          | 5           | 0          | -                 | -                 | -                 | -                 | 10       | 1      | 5           | 0          |
| E. Wille     | -          | -          | -           | -          | -                 | -                 | -                 | -                 | -        | -      | -           | -          |
| C. Zambrano  | 30         | 0          | 11          | 0          | -                 | -                 | -                 | -                 | 30       | 0      | 11          | 0          |
| S. Aigner    | 34         | 9          | 3           | 0          | 1                 | 0                 | 1                 | 0                 | 35       | 9      | 4           | 0          |
| A. Hien      | -          | -          | -           | -          | -                 | -                 | -                 | -                 | -        | -      | -           | -          |
| T. Inui      | 33         | 6          | 4           | 1          | 1                 | 0                 | 0                 | 0                 | 34       | 6      | 4           | 1          |
| S. Kittel    | 6          | 0          | 0           | 0          | -                 | -                 | -                 | -                 | 6        | 0      | 0           | 0          |
| M. Lanig     | 19         | 3          | 1           | 0          | -                 | -                 | -                 | -                 | 19       | 3      | 1           | 0          |
| S. Rode      | 33         | 0          | 8           | 0          | 1                 | 0                 | 0                 | 0                 | 34       | 0      | 8           | 0          |
| P. Schwegler | 27         | 2          | 7           | 0          | 1                 | 0                 | 0                 | 0                 | 28       | 2      | 7           | 0          |
| M. Stendera  | 5          | 0          | 0           | 0          | -                 | -                 | -                 | -                 | 5        | 0      | 0           | 0          |
| S. Lakić     | 14         | 4          | 2           | 0          | -                 | -                 | -                 | -                 | 14       | 4      | 2           | 0          |
| K. Matmour   | 24         | 1          | 2           | 2          | -                 | -                 | -                 | -                 | 24       | 1      | 2           | 2          |
| A. Meier     | 31         | 16         | 4           | 0          | 1                 | 0                 | 0                 | 0                 | 32       | 16     | 4           | 0          |
| O. Occéan    | 18         | 1          | 0           | 0          | 1                 | 0                 | 0                 | 0                 | 19       | 1      | 0           | 0          |
| V. Demidov   | 5          | 0          | 1           | 0          | 1                 | 0                 | 0                 | 0                 | 6        | 0      | 1           | 0          |
| E. Hoffer    | 6          | 1          | 0           | 0          | -                 | -                 | -                 | -                 | 6        | 1      | 0           | 0          |
| B. Köhler    | 6          | 0          | 0           | 0          | 1                 | 0                 | 0                 | 0                 | 7        | 0      | 0           | 0          |
| D. Kouemaha  | 2          | 0          | 0           | 0          | -                 | -                 | -                 | -                 | 2        | 0      | 0           | 0          |